# Монте Роза
Монте Роза је највиша планина у Швајцарској и други највиши врх Алпа. Иако се њен највиши врх налази у Швајцарској, Монте Роза је други највећи масив у Италији.
Планина је висока 4.634 метра.